# Kirby (postać fikcyjna)
Kirby (jap. カービィ Kābī) – fikcyjna postać będąca głównym bohaterem serii gier komputerowych Kirby, stworzona przez studio HAL Laboratory. Kirby ma kształt różowej kuli i zamieszkuje krainę Dream Land, którą chroni przed licznymi przeciwnikami. Posiada umiejętność wciągania wielkich obiektów i wypluwania ich w kierunku swoich przeciwników. Pierwszą częścią cyklu, w której ukazał się bohater była gra Kirby’s Dream Land wydana na konsolę Game Boy w 1992 roku, a ostatnią Kirby’s Dream Buffet z 2022 roku. Kirby jest jedną z najpopularniejszych postaci gier Nintendo.